# Энгельгардт, Вадим Платонович
Вади́м Плато́нович Энгельга́рдт (1852—1920, Екатеринодар) — русский общественный и государственный деятель, член Государственного совета по выборам.

## Биография
Родился 8 (20) сентября 1852 (по другим сведениям, в 1853).
Происходил из старинного дворянского рода. Землевладелец Смоленской губернии (родовые 2600 десятин, в том числе при селе Климове Духовщинского уезда, и приобретенные 3260 десятин).
Сын титулярного советника Платона Николаевича Энгельгардта (1823—1881). Племянник публициста А. Н. Энгельгардта. Старший брат Александр — саратовский губернатор.
Окончил 2-ю Санкт-Петербургскую гимназию (1871) и юридический факультет Петербургского университета со степенью кандидата прав (1875).
Участвовал в русско-турецкой войне 1877—1878 годов, служа в управлении военных сообщений по почтовому отделу.
После войны вернулся в родную губернию и посвятил себя общественной службе по выборам. Состоял мировым судьей (1881—1882), избирался гласным Смоленского губернского земского собрания (1880—1915), непременным членом Смоленского губернского присутствия (с 1884) и духовщинским уездным предводителем дворянства (1886—1917).
Состоял председателем Духовщинского училищного совета, попечителем совета Духовщинской женской гимназии и вице-президентом и почетным членом Смоленского общества сельского хозяйства. Дослужился до чина действительного статского советника (1901). В ноябре 1904 года участвовал в съезде земских деятелей в Петербурге и подписал принятую съездом резолюцию.
В 1906 году был избран членом Государственного совета от Смоленского земства (переизбирался в 1909 и 1912). Примыкал к прогрессивной (академической) группе.
Умер от сыпного тифа в 1920 году в Екатеринодаре.

## Семья
Был женат на Анне Михайловне Мезенцовой. Их дети:
- Борис (1889—1941), воспитанник Императорского училища правоведения. Капитан лейб-гвардии Семеновского полка, герой Первой мировой войны. Участник Белого движения. В эмиграции в Эстонии, активный участник РОВСа.
- Игорь (1895—1916), подпоручик лейб-гвардии Семеновского полка, участник Первой мировой войны, погиб на германском фронте.
- Юрий (?—1920), штабс-ротмистр лейб-гвардии Кирасирского Её Величества полка, участник Белого движения в составе ВСЮР и Русской армии. Убит 19 августа 1920 года во время Улагаевского десанта на Кубани[3].
- Вера (?—1920), сестра милосердия, в Добровольческой армии, участница 1-го Кубанского и Бредовского походов. Была эвакуирована в Югославию, затем вернулась в Крым, убита во время Улагаевского десанта.
- Татьяна (?—1973), в замужестве Зайцева. Сестра милосердия, в Добровольческой армии, участница 1-го Кубанского похода. В эмиграции во Франции.
- Нина (1903—1982), четвертая жена ученого А. Л. Чижевского. В юности была репрессирована и выслана в Соловецкий лагерь, затем была в ссылке в Казахстане, где познакомилась с А. Л. Чижевским и вышла за него замуж. С 1958 по 1982 год жила в Москве, занималась изданием и пропагандой трудов Чижевского. Похоронена вместе с мужем на Пятницком кладбище Москвы.

## Награды
- Орден Святой Анны 2-й ст. (1896)
- Орден Святого Владимира 3-й ст. (1903)
- Орден Святого Станислава 1-й ст. (1906)
- медаль «В память Русско-Турецкой войны 1877—1878 гг.»
- медаль «В память царствования императора Александра III»
- медаль «В память 300-летия царствования дома Романовых»
- знак отличия «за труды по землеустройству»